# Горнопехотная дивизия «Штирмарк»
Горнопехотная дивизия «Штирмарк» (нем. Gebirgs-Division Steiermark) — военное подразделение вермахта, в котором служили горные стрелки-уроженцы Штирии.

## История
25 апреля 1945 года остаток 9-й горнопехотной дивизии одна из боевых групп под названием «Райтель» (нем. Raithel) стала основой для новой горнопехотной дивизии. Дивизия была разделена на две бригады Имперской службы труда: бригада «Штирия» и бригада «Эннс-им-Мур». Обе дивизии вели партизанские действия в горах, пытаясь остановить советские части. Дивизия не повлияла как-либо на ход войны, поскольку туда пришли второразрядные и третьеразрядные солдаты, недостаточно сильно вооружённые и обмундированные. В мае 1945 года дивизия прекратила сопротивление.

## Состав
- 4 горнопехотных полка
- 2 артиллерийских батальона
- 2 сапёрных батальона